# 楊敬之
楊敬之（?—?），字茂孝，祖籍虢州弘農（今河南省灵宝市）。唐朝官员。

## 生平
安史之亂時移家吳中（今江苏省苏州市）。早年受韓愈賞識。宪宗元和二年（807年），進士及第，平判入等，升遷為右衛胄曹參軍。累迁屯田、户部二郎中。因為是李宗闵党，被贬连州刺史。官至检校工部尚书。楊敬之官國子祭酒兼太常少卿之日，與二子楊戎、楊戴同時登科，可謂“楊家三喜”。項斯未聞名时，以詩謁見楊敬之，楊敬之有〈贈項斯〉诗有“平生不解藏人善，到處逢人說項斯。”之句。

## 家族
父楊凌。外祖父韦应物。